# Gisela Vega
Gisela Verónica Vega Rebora (Gualeguaychú, 14 marzo 1982) è un'ex cestista argentina.

## Carriera
Con l'Argentina ha disputato due edizioni dei Campionati mondiali (2002, 2006) e tre dei Campionati americani (2001, 2013, 2015).